# Little Tew
Little Tew är en civil parish i Storbritannien.   Den ligger i grevskapet Oxfordshire och riksdelen England, i den södra delen av landet, 100 km nordväst om huvudstaden London.